# Boca (náutica)

Dimensões do casco de um navio, sendo a boca indicada por B.

No âmbito náutico, a boca é a largura de uma determinada secção transversal de uma embarcação, medida de um bordo ao outro. Se não houver referência a uma secção específica, o termo "boca" refere-se à boca máxima.
Convém não confundir, em náutica, a boca com a boça, que é um cabo.
Dentro do conceito de boca incluem-se:
- Boca máxima - é a boca na secção mestra, ou seja, na secção onde o casco da embarcação apresenta maior largura. Representa, portanto, a largura máxima do casco. Normalmente, corresponde à boca a meia-nau;
- Boca moldada - constitui a maior largura do casco entre as superfícies moldadas. É medida entre as faces exteriores do cavername;
- Meia-boca - refere-se à metade da boca numa determinada secção. Sem referência à secção, considera-se como se referindo à meia-boca na secção mestra.

## Generalidades
Em termos gerais, quanto maior é a boca de uma embarcação, maior é a sua estabilidade inicial. Por outro lado, quanto maior é a boca, menor é a reserva de estabilidade de uma embarcação, no caso da mesma se virar de quilha, altura em que é necessária mais energia para a fazer retornar da sua posição invertida.
As típicas razões comprimento/boca para pequenos veleiros vão da de 2:1 (botes de 6 m) até à de 5:1 (veleiros de competição com mais de 30 m). As razões de boca dos navios maiores também variam grandemente, podendo ir até à de 20:1. Os barcos a remos de competição - projetados para corridas em águas calmas - podem ter razões de boca que podem ir até à de 30:1.

## Cálculo
Uma grande parte das embarcações monocasco são projetadas de modo a que a sua boca máxima obedeça à seguinte fórmula:

onde:
Boca = boca máxima da embarcação, expressa em pés;
Loa = comprimento de fora a fora da embarcação, expressa em pés.
Assim, como exemplos:
- Boca máxima de um iate padrão de 27 pés (8,23 m) => {\displaystyle Boca={27}^{2/3}+1}= 10 pés (3,05 m);
- Boca máxima de um iate do tipo Volvo Open 70 => {\displaystyle Boca={70,5}^{2/3}+1} = 18 pés (5,5 m);
- Boca máxima de um navio do tipo Seawaymax, com 741 pés (226 m) => {\displaystyle Boca={741}^{2/3}+1} = 82 pés (25 m).